# Mark Gayle
Mark Samuel Roye Gayle (sinh ngày 21 tháng 10 năm 1969) là một cựu cầu thủ bóng đá có 193 lần ra sân ở vị trí thủ môn ở Football League. Sau khi kết thúc sự nghiệp, ông dẫn dắt các câu lạc bộ bao gồm Leamington.